# LiteBIRD
LiteBIRD (acronyme de « Lite (Light) satellite for the studies of B-mode polarization and Inflation from cosmic background Radiation Detection », soit en français « satellite léger pour l’étude de la polarisation en mode B et de l’inflation à partir de la détection du rayonnement de fond cosmique ») est un projet spatial japonais dont l'objectif est l'étude de la polarisation du rayonnement fossile. Cet observatoire spatial, sélectionné en mai 2019, devrait être lancé en 2032.

## Contexte et objectif scientifique
La théorie dominante concernant les premiers instants de l'univers postérieur au big bang est l'inflation cosmique. Selon celle-ci l'univers aurait connu une gigantesque augmentation de son volume 10-35 seconde après le Big Bang. Les progrès dans l'instrumentation permettent désormais d'étudier les ondes gravitationnelles émises par l'inflation en mesurant la polarisation en mode B du rayonnement fossile. Si cette polarisation est détectée elle fournira un indice fort en faveur de la théorie de l'inflation, elle permettra d'affiner ce modèle et elle ouvrira de nouvelles perspectives dans le domaine de la physique des hautes énergies.

## Avancement du projet
LiteBIRD est la quatrième génération de satellites dédiés à la mesure de l'émission du rayonnement fossile. Les trois premières générations étaient COBE (NASA, 1989), WMAP (NASA, 2001) et Planck (ESA, 2009). LiteBird est un projet international proposé par l'ISAS, division scientifique de l'agence spatiale japonaise JAXA. Une équipe scientifique américaine fournirait les détecteurs tandis que le système chargé d'abaisser la température à 0,1 kelvin serait fourni par une équipe française. LiteBIRD est un des sept grands projets scientifiques sélectionnés en 2017 par le ministère de la recherche japonais. Le 21 mai 2019, LiteBIRD est sélectionné par la JAXA comme mission de classe L de l'ISAS.

## Caractéristiques techniques
Le satellite LiteBIRD, qui pèse environ 2,2 tonnes, emporte deux instruments (le télescope à basse fréquence, LFT et le télescope à haute fréquence, HFT) regroupant plus de 2000 détecteurs permettant d'effectuer des observations du rayonnement fossile du ciel entier dans 15 fréquences dans des bandes comprises entre 40 et 400 GHz. L'objectif est d'observer la polarisation du rayonnement fossile avec une résolution comprise entre 0,5 degré et 5 arcmin (en fonction de la fréquence). Les détecteurs, qui seraient fournis par une équipe américaine, fonctionnent à des températures d'environ 100 millikelvins,.   

## Déroulement de la mission
La mission doit être lancée vers 2032 par une fusée H3 et placée en orbite autour du point de Lagrange L2 du système Terre-Soleil. La durée de la mission primaire est de 3 ans. 

### Sources
- (en) A. Suzuki, P.A.R. Ade, Y. Akiba Akiba et al., « The LiteBIRD Satellite Mission - Sub-Kelvin Instrument », Journal of Low Temperature Physics, vol. 193, nos 5-6,‎ décembre 2018, p. 1048–1056 (lire en ligne)  — Performances attendues